# Coniogramme macrophylla
Coniogramme macrophylla là một loài thực vật có mạch trong họ Adiantaceae. Loài này được (Blume) Hieron. miêu tả khoa học đầu tiên năm 1916.